# 영부인밴드
영부인밴드(0vueen)는 대한민국의 퀸 트리뷰트 밴드이다.

## 역사

### 결성
1997년 PC통신 나우누리 퀸 팬클럽 '퀸을 사랑하는 사람들의 모임' 시솝(시스템 오퍼레이터의 준말. 동호회 회장)이던 드러머 정관훈이 "'퀸'의 음악을 듣는 데만 그치지 말고 직접 연주도 해보자"는 생각에 회원 중 연주가 가능한 사람들을 모집하면서 결성됐다.

### 작명 배경
대한민국에는 여왕이 없기 때문에 거기에 가장 상응하는 위치가 영부인이라서 이름을 정하게 됐다. 퀸의 영문 표기가 'Queen'인데 '0vueen'이라는 숫자·영문 조합을 보이는 대로 읽으면 영(0)부(vu)인(een)이 된다.

### 초창기
초창기에는 악기 연주가 가능한 여러 회원들이 동호회 행사의 일환으로 모여 연주했으며, 관객은 주로 '퀸'의 팬클럽 회원들이었다.

### 2000년대
2000년부터 팬클럽에 소속된 프로젝트 밴드 개념을 넘어 멤버를 고정해 독자적인 활동을 하며 다양한 클럽에서 공연을 하였다. 의상 제작이 가능한 전문가를 섭외해 외관까지 갖추고, 정기공연을 갖는 밴드로 자리잡았다. 2005년부터 각종 매체를 통해 점점 이름이 알려지면서 일반인들도 공연을 보러 오기 시작했고 관객층도 중학생부터 50-60대에 이르기까지 다양해졌다.
2005~2006년에는 씨네코아에서 6개월 동안 정기공연을 마련해 화제가 됐다.
2007년에 결성 10주년 공연을 하였다.
2008년, 뮤지컬 '위윌 락 유' 홍보대사로 활동한 바 있다.

### 2010년대
2017년, 결성 20주년 공연을 하였다.
2018년 하반기, 대한민국에 영화 '보헤미안 랩소디'로 시작된 퀸 열풍이 있었고 그 해 프레디 머큐리 27주기 추모공연 티켓 역시 매진됐으며 관객을 더 수용할 수 없을 만큼 만원 세례를 이뤘다.
2019년, 이전까지 자체적으로 공연을 준비했지만 영화 '보헤미안 랩소디' 흥행에 힘입어 전문 기획사와 함께 ‘퀸 트리뷰트 영부인밴드 2019 첫 콘서트’ 무대를 진행했다.

## 구성원
퀸은 4인조이지만 프레디 머큐리와 달리 보컬 신창엽이 키보드를 겸할 수 있는 역량이 없어 키보드 김문용까지 5인조 구성이다.

### 현재 구성원
- 신창엽: 보컬
- 김종호: 기타
- 안철민: 베이스
- 박중현: 드럼
- 문용: 키보드

### 이전 구성원
- 정관훈: 드럼
- 정아란: 키보드

### 그 외 구성원
- 장초영: 매니저, 코디[27] 또는 의상, 공연 기획[28]

## 평가
퀸을 헌정하는 의미로 결성된 대한민국 내 유일무이의 밴드로 알려져 있으며 끊임없이 퀸을 연구하고, 연주해온 베테랑으로 인정받는다.
20여 년 동안 노력하여 제법 퀸을 닮은 무대를 만들어간다는 평가를 받으며 노래를 아주 근사하게 부르고 퀸의 멤버들의 모습과 아주 흡사하다고 평가 받는다.
셋리스트가 적절하고 멤버들의 연주 실력이 뛰어나며 프레디 머큐리를 연상케 하는 보컬의 보이스가 인상 깊다는 평가가 있으며, 특히 멤버들 각자 퀸이 착용한 것과 디자인이 같은 의상을 2~3회 갈아입고 등장하여 트리뷰트 밴드의 기본 역할에 충실히 했다는 평가다.
밴드 이름과 숫자·영문 조합 표기에 관하여 아이디어가 훌륭하고 재치 넘친다는 평가가 있다.
직장인들이 모여 만든 아마추어 밴드이지만 연주 실력은 프로 못지않으며 겉모습이나 연주는 2% 부족하지만 생각보다 잘한다는 평가가 있었다.
2000년 보컬 신창엽 합류 당시 그의 첫 무대에 관하여 노래 실력은 뛰어났지만 프레디 머큐리와 전혀 비슷하지 않았다는 평가가 있었다.
기타 김종호는 '브라이언 메이 연구가'로 불리며, 브라이언 메이의 라이선스 기타 10대를 비롯하여, 사인 앰프ㆍ이펙터 그리고 브라이언의 주법을 따라하기 위한 단종된 6펜스 동전 수백 개 등 그와 관련한 상품을 모두 사들이는 수집광으로 알려졌다.

## 어록
```
 
"영부인밴드를 보며 단 1초라도 퀸을 느낀다면 정말 영광이죠. 그 1초를 2초, 3초로 만들기 위해 노력하겠습니다."
 - 보컬 신창엽
[
41
]
```

```
 
"20년 넘게 하니까 ‘딴따라 짓 그만하고 정신 차려라’는 험담이 ‘정말 대단하다’라는 칭찬으로 바뀌었다."
 - 베이스 안철민
[
42
]
```

## 공연
- 2019년 프레디 머큐리 추모 공연[43]
일시 및 장소: 2019년 11월 23일 (토) 오후 6시, 롤링홀
- XZ 페스티벌 - Special Tribute Live & DJing: Queen (영화 '보헤미안 랩소디' 개봉 1주년 기념)
일시 및 장소: 2019년 10월 19일 (토) 오후 7시, 노들섬 뮤직라운지 류
- 2019 삼다공원 야간 콘서트
일시 및 장소: 2019년 7월 12일 (금) 오후 8시, 제주 삼다공원
- 라이브 클럽데이 4주년
일시 및 장소: 2019년 2월 22일 (금) 오후 10시, 프리즘홀
- 신년 스페셜 II - Queen 트리뷰트 콘서트: 영부인밴드
일시 및 장소: 2019년 1월 26일 (토), 신세계백화점 죽전점
- 영부인밴드 in 락캠프
일시 및 장소: 2019년 1월 19일 (토) 오후 7시 50분, 부평 락캠프
- 퀸 트리뷰트 영부인밴드 0vueen: 2019 첫 콘서트[44]
일시 및 장소: 2019년 1월 12일 (토) 오후 6시, KT&G 상상마당 라이브홀
- Tribute Live at Rolling Hall: Bohemian 0vueen[45][46]
일시 및 장소: 2018년 11월 24일 (토) 오후 6시, 롤링홀
- The Queen Tribute Band 0vueen: Freddie Mercury Tribute Show[47]
일시 및 장소: 2012년 11월 24일 (토) 오후 6시, 디딤홀
- 프레디 머큐리 서거 19주년 기념 공연[48]
일시 및 장소: 2010년 11월 20일 (토) 오후 6시, 롤링홀
- The Great Tribute to Beatles/Queen/ABBA[49]
일시 및 장소: 2009년 11월 15일 (일) 오후 6시, KT&G 상상마당 라이브홀
- 아바 미츠 더 비틀스(ABBA Meets The Beatles)[50]
일시 및 장소: 2008년 3월 8일 (토) 오후 4시/7시 30분, KBS홀
- 뮤지컬 '위윌 락 유' 한국 초연 기념 무료 콘서트[51]
일시 및 장소: 2008년 1월 19일 (토) 오후 6시, 사운드홀릭
- 10주년 기념 단독 공연[52]
일시 및 장소: 2007년 8월 25일 (토) 오후 7시, 롤링홀
- 록밴드 퀸 82년 공연실황 CD와 DVD 발매 기념 무료 콘서트[53]
일시 및 장소: 2006년 4월 7일 (금) 오후 5시, 퀸 라이브홀
- Rock Pride - 비틀즈 vs 퀸[54]
일시 및 장소: 2005년 11월 26일~2006년 5월 27일 둘째/넷째(토) 오후 9시, MC 코어(시네코아극장) 채플린홀

## 방송

### TV
- EBS 지식채널e
방송일: 2021년 1월 14일 (목)
- KCTV 삼다공원 야간 콘서트
방송일: 2019년 7월 25일 (목)
- MBC 내 심장을 할 퀸(Queen)
방송일: 2018년 12월 10일 (월)

### 라디오
- YTN 김호성의 출발 새아침
방송일: 2018년 12월 13일 (목)
- TBS 임진모의 마이웨이
방송일: 2018년 12월 12일 (수)
- 경인방송 박현준의 라디오가가
방송일: 2018년 11월 16일 (금)

## 참고 자료
- 퀸 따라하기 22년 영부인밴드 “돈 스톱 미 나우”
- "부족한 2%에 3040이 취했다"